# Bambasé Conté
Bambasé Conté (* 7. Juli 2003 in Saarbrücken) ist ein deutsch-guineischer Fußballspieler. Er steht aktuell bei der TSG 1899 Hoffenheim unter Vertrag und ist für die Saison 2025/26 an die SV Elversberg ausgeliehen.

## Karriere

### Verein
Nach seinen Anfängen in der Jugend des 1. FC Saarbrücken und des 1. FC Kaiserslautern wechselte er im Sommer 2018 in die Jugendabteilung der TSG 1899 Hoffenheim. Für seinen Verein bestritt er drei Spiele in der B-Junioren-Bundesliga und 14 Spiele in der A-Junioren-Bundesliga, bei denen ihm insgesamt fünf Tore gelangen. Im Sommer 2022 wurde er in den Kader der zweiten Mannschaft in der viertklassigen Regionalliga Südwest aufgenommen. Mitte August 2023 wurde er in den Profikader der ersten Mannschaft in der Bundesliga integriert und kam dort auch zu seinem ersten Einsatz im Profibereich, als er am 4. November 2023, dem 10. Spieltag, bei der 2:3-Heimniederlage gegen Bayer 04 Leverkusen in der 88. Spielminute für Kevin Akpoguma eingewechselt wurde.
Zur Saison 2024/25 wurde Conté für ein Jahr an den Zweitligisten Karlsruher SC verliehen. Dort kam er hauptsächlich von der Bank zu Kurzeinsätzen. Am 23. November 2024 erzielte er – wiederum nach einer Einwechslung – beim 3:2-Auswärtssieg gegen die SpVgg Greuther Fürth für den KSC seinen ersten Treffer im Profibereich. Für die folgende Saison 2025/26 wechselte Conté auf Leihbasis für ein Jahr zur SV Elversberg.

### Nationalmannschaft
Conté bestritt in den Jahren 2018 bis 2022 insgesamt vier Spiele für die U16 und U20 des DFB.